# Аган
Ага́н (хант. Ӈахаӈ) — река в Ханты-Мансийском автономном округе России, левый приток Тромъёгана, близ его впадения в Обь. Протекает по территории Нижневартовского и Сургутского районов. Длина реки — 544 км, площадь водосборного бассейна — 32 200 км². Является крупнейшим по длине и площади бассейна притоком Тромъёгана.
Впервые нанесена на карту под современным названием в XIX веке. Гидроним произошёл от хантыйского ёхан — «река».
Согласно верованиям местных ненцев и хантов, название связано с богиней Агана — великой женщиной, покровительницы обитателей реки.

## География

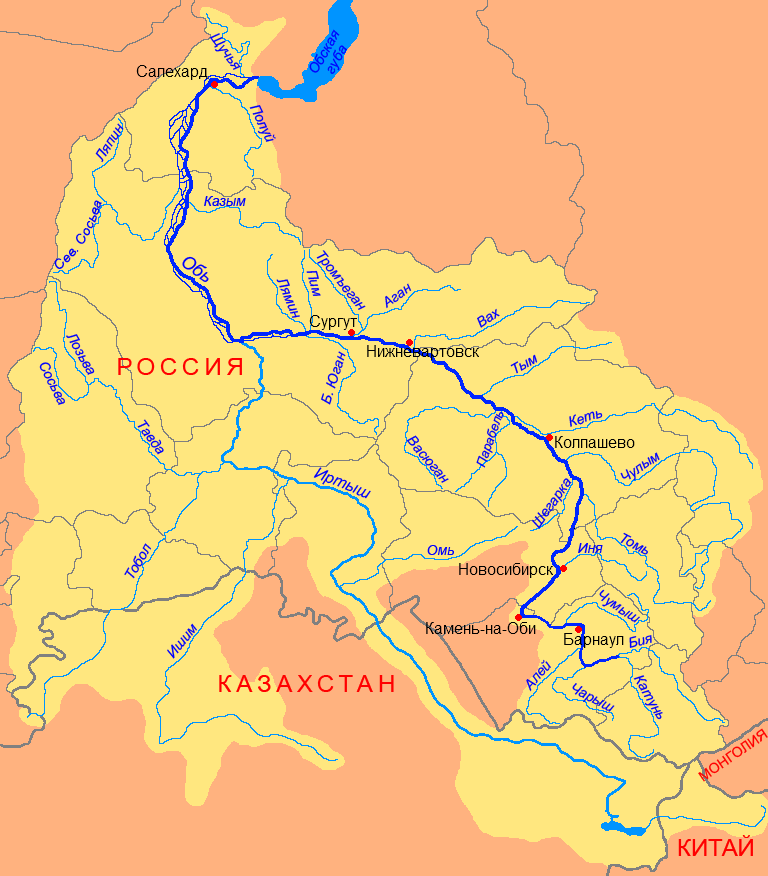
Аган в бассейне Оби

Истоки Агана расположены на возвышенном болотистом водоразделе бассейна реки Пур и правых притоков Оби, в озере Менсавэмтор на высоте 78 м над уровнем моря. Протекает в центральной части Западно-Сибирской равнины. В среднем и нижнем течении река образует широкую (до 4,5 км, в приустьевом участке до 8 км) сегментно-гривистую двухстороннюю пойму с многочисленными изогнутыми старичными озёрами, протоками, берега которых поросли хвойными деревьями и березняком. Правобережная часть бассейна вдвое больше левобережной. Высота устья — 33 м над уровнем моря.
Преимущественно снеговое и дождевое питание. Среднегодовой расход в районе посёлка Аган (87 км от устья) — 274,65 м³/с. Ледостав — с конца ноября по май. Половодье с мая по июль, с резким подъёмом уровней и затяжным спадом. Осенью как правило дождевые паводки. Объём стока — 8,679 км³/год, половина которого приходится на половодье.
На реке Аган расположены города Радужный, Покачи и посёлки Аган, Варьёган, Новоаганск.
По Агану производится сплав леса. Река судоходна от устья до Радужного (335 км); по ней завозятся грузы во внутренние районы Ханты-Мансийского АО. Максимальная продолжительность навигации составляет около 140 суток.
На реке развито спортивная и туристическая рыбалка, при этом промышленный лов рыбы не производится.
В водах реки обитают стерлядь, нельма, налим, язь, окунь, щука.
По данным водного реестра России, относится к Верхнеобскому бассейновому округу. Речной бассейн — (Верхняя) Обь до впадения Иртыша, речной подбассейн — Обь ниже Ваха до впадения Иртыша, водохозяйственный участок — Обь от впадения р. Вах до г. Нефтеюганска.
| Средний расход воды (м³/с) реки Аган по месяцам с 1960 по 1987 гг. (замеры производились на гидрологическом посту в районе посёлка Агана в 87 км от устья) |

## Притоки
- 15 км: река без названия (лв)[1]
- 25 км: Латьяун (лв)[1]
- 59 км: Молкъёган (пр)[1]
- 97 км: Канжгунъёган (лв)[1]
- 107 км: река без названия (пр)[1]
- 108 км: река без названия (лв)[1]
- 119 км: протока без названия (пр)[1]
- 122 км: Мугланъёган (лв)[1]
- 131 км: река без названия (лв)[1]
- 132 км: Ёгартурий (лв)[1]
- 156 км: Онъёган-Ветленя (лв)[1]
- 167 км: река без названия (лв)[1]
- 186 км: река без названия (пр)[1]
- 198 км: Энтль-Гунъёган (лв)[1]
- 212 км: река без названия (пр)[1]
- 215 км: Ай-Гунъёган (лв)[1]
- 248 км: Егуръях (пр)[1]
- 272 км: Варъёган (пр)[1]
- 307 км: река без названия (пр)[1]
- 320 км: река без названия (пр)[1]
- 331 км: Пуралнъёган (пр)[1]
- 351 км: Агрнъёган (пр)[1]
- 388 км: Сымту (пр)[1]
- 397 км: Ай-Гулъяун (лв)[1]
- 410 км: Лонгеяун (пр)[1]
- 428 км: Мохтикъяун (пр)[1]
- 449 км: Ай-Гуёган (лв)[1]
- 474 км: река без названия (пр)[1]
- 514 км: Мыкпайёган (лв)[1]
- 532 км: Нанкъёган (пр)[1]

## Водоёмы в бассейне
- Озеро: Вирстен-Лор[1]
- Озеро: Энтль-Юсем-Лор[1]
- Озеро: Мен-Сав-Эмтор[1]
- Озеро: Кули-Пев-Лор[1]
- Озеро: Сарт-Эмтор[1]